# Lazî, Teceu
Lazî (în ucraineană Лази) este localitatea de reședință a comunei Lazî din raionul Teceu, regiunea Transcarpatia, Ucraina.

## Demografie
Componența lingvistică a localității Lazî
     Ucraineană (98,26%)
     Alte limbi (1,68%)
Conform recensământului din 2001, majoritatea populației localității Lazî era vorbitoare de ucraineană (98,26%), existând în minoritate și vorbitori de alte limbi.